# 岡村久美
岡村 久美（おかむら くみ、1978年11月10日 - ）は、熊本放送（RKK）の社員。同局元アナウンサー。

## 来歴・人物
熊本県熊本市出身、熊本県立済々黌高等学校、西南学院大学文学部外国語学科フランス語専攻卒。2001年熊本放送入社。
2005年3月までアナウンサーを務めていたが、同年4月に報道部に異動し、報道記者として活躍。のちにラジオ編成制作部に異動。
2021年4月からはメディアビジネス部に所属している。

### 受賞歴
「ラジオ図書館・のさりの山河」 で、平成14年度 第27回アノンシスト賞九州・沖縄地区　新人奨励賞優秀賞を受賞。 

## 出演番組
2014年以降、レギュラーは無い。

### ラジオ編成制作部時代
- 週間月曜日

等

### アナウンサー時代
ラジオ
- とんでるワイド 大田黒浩一のきょうも元気!（2001年10月～2004年9月）
- 午後2時5分一寸一服

等
テレビ
- 夕方いちばん（中継リポーター）
- ぱじゃまdeシネマ

等多数

### その他
- バナナマンのせっかくグルメ!!（TBSテレビ、2021年6月27日）
  - 「JNN系列28局で聞いた!せっかく接待グルメ 熊本放送編」のロケで、熊本放送本社玄関ロビー（RKKアトリウム）に「日村ロボ」が設置された際にグルメを紹介。岡村の食レポも放送された。